# 福島県道315号臼石月舘線
福島県道315号臼石月舘線（ふくしまけんどう315ごう うすいしつきだてせん）は、福島県相馬郡飯舘村から伊達市に至る一般県道である。

## 路線概要
- 起点：相馬郡飯舘村臼石字町186-4
- 終点：伊達市月舘町布川字浜衛田23-1
- 総延長：12.676km[1]
  - 実延長：8.311km
- 路線認定年月日：1959年8月31日[2]

### 重用区間
- 国道399号（月舘町布川字兵工田～月舘町御代田字開ノ下）

## 通過する自治体
- 相馬郡飯舘村 - 伊達市

## 接続・交差する道路
- 飯舘村内
  - 国道399号・福島県道12号原町川俣線（臼石字町 起点）
- 伊達市内
  - 国道399号 いわき方面（月舘町布川字兵工田）
  - 福島県道316号広畑月舘線（月舘町布川字竹ノ内）
  - 国道349号御代田バイパス（国道399号山形方面重用区間）（月舘町御代田字開ノ下 終点）

## 沿線
- 東北大学惑星圏飯舘観測所